# フリフオンライン
フリフオンラインは、エキサイトが運営するMMORPG。開発は韓国のAeonsoft。2004年8月16日より正式サービスが開始した。ハンゲームにも提供されており、ハンゲーム経由でアクセスするユーザーも多い。また2008年2月13日からはNTTドコモの携帯電話を対象にしたサービス、フリフオンラインモバイルも開始された。2010年4月1日にガーラジャパンへ移管された。2017年9月29日にサービス終了。2021年6月10日にLINE PODにてサービスが再開された。2021年11月24日にサービス終了。2022年8月17日に連結子会社である韓国Gala Labが開発したブラウザゲーム「Flyff Universe」（フリフユニバース）の日本サービスを開始した。

## 概要
フリフオンライン(Flyff Online)のFlyffとはFly For Funの略とされ、架空の世界「マドリガル」を舞台に、空を飛んで移動や戦闘を行えるのが特徴の3Dオンラインゲーム。
サービス開始直後は月額課金制であったが、2005年3月10日より全てのユーザーが無料でプレイできるようになり、以後基本プレイ無料のアイテム課金という形で運営されている。
2009年3月現在、日本のフリフには以下の3つのサーバがある。
- ウェンディ (PK 不可)
- シーニフ (PK 不可)
- センシリット (PK 可能)

各サーバには複数のチャンネルがあり、混雑具合などに応じて切り替える事ができるほか、ゲーム内メッセンジャーにて同一サーバ内のプレイヤー同士であればコミュニケーションができる。
一方、サーバ間でのキャラクタやデータの共有やコミュニケーションは一切出来ない。
2012年3月12日、サーバー統合＆新サーバー稼動により、上記ウェンディ・シーニフ・センシリットの3サーバーが統合されリシスサーバー（5チャンネル）、新設のイブリスサーバー（1チャンネル）となり稼働開始。ちなみに、サーバー移動の巻物（有料）はリシス→イブリスは使えないが、イブリス→リシスは使用（移動）可能。

## マップ
マドリガルは12の島々に分かれているとされ、現在は以下の5つの島が実装されている。

### フラリス
全てのプレイヤーはここからスタートする。
フィールド上にはレベル1から23までのモンスターが生息しており、放浪者から1次職の初期までのプレイヤーにとって主な舞台となる。
北部にはフラリスダンジョンがあり、フィールド上のモンスターとは少し異なったモンスターが生息している。

### セイントモーニング
フラリスの東側に位置し、フラリスから移動するには飛行していくか、ブリンクウイングというワープアイテムが必要。
レベル19から45までのモンスターが生息しており、1次職の中期のプレイヤーにとって主な舞台となる。
町の中心には大きな広場があり、多くのプレイヤーはらここで露店を開いたり、劇団やギルドの勧誘といった活動が見られる。
南部にはイブリス神殿というダンジョンがあり、クエストと合わせて楽しむことができる。

### リシスの庭
セイントモーニングの東に位置し、飛行することで行くことができる。
レベル43から53までのモンスターが生息しており、1次職の後期のプレイヤーにとって主な舞台となる。
この島には町がなく、大きく分けて4種のモンスターと、クエストの進行に関係するNPC等がいるのみの小さな島になっている。

### ダーコン
フリフ最大の島で、大きく分けてダーコン1、ダーコン2、ダーコン3の3地域に分けることができる。
レベル51以上のモンスターが生息しており、1次職の後期及び2次職のプレイヤーにとって主な舞台となる。
ダーコン2の町はフラリスやセイントモーニングの町と同様の機能を持つ。またダーコン1と3にはダンジョンがあるほか、ダーコン2にはギルド単位で挑むモンスター、クロックワークスへの入り口がある。

### コーラル・アイランド
2024年実装
Lv.120のモンスターが出現
コーラルアイランドカレーが追加される

### アズリア
2008年春のアップデートで実装された新しい島。
レベル73からレベル115までのモンスターが生息しており、通常のモンスターより20%多い経験値を持っている。
主に、2次職のプレイヤーが狩りをできる。
アズライアに行くには有料アイテムアズライアチケットが必要で、プレミアムショップにて購入する必要がある。

### ハーモニン
通常MAPの狩場。Lv118までのモンスターが存在。

### エスティア
通常MAPの狩場で、ハーモニン北部より入れる。Lv130までのモンスターが存在。
エスティア以降のモンスターは、攻撃力とブロック率がエスティア以前とはケタ違いに実装されてある。
ドレイクダンジョンが存在する。
スケルトンプリンスがどこかに生息。

### カイルルン草原
通常MAPの狩場。Lv
ベヒモス神殿がある。
ライカンバルガが生息。

### バハラ砂漠
通常マップの狩場。Lv ～
カルガスダンジョンがある。

### ラルテシア
有料狩場。～128Lvまでのモンスターが存在。

### 闇のラルテシア
有料狩場。～150Lvまでのモンスターが存在。

## キャラクター

### 能力値
キャラクターの能力値は、主に以下の4つのパラメータを調整することでカスタマイズできる。なお、職業によっては全く必要としないものもある。
- 力(Str)は物理攻撃に影響を与える。
- 体力(Sta)は最大HP、最大FP、及び防御力に影響を与える。
- 敏捷(Dex)は命中率、回避率、及び攻撃速度に影響を与える。
- 知能(Int)最大MP、魔法攻撃力に影響を与える。

これらは補助スキルや装備アイテムによって、上乗せ効果がされる場合がある。

### ステータス
キャラクターの現在の状態を表す値には、主に以下の4つがある。
- HPは生命力で、フィールドに座るか食料など回復アイテムを使うことで回復する。0になると死亡し、原則として経験値が減少する。死亡した場合、町や予め指定した地点に戻るか、アシストのプレイヤーから復活スキルであるリザレクションをかけてもらうか、有料アイテムで経験値も減らない復活の巻物を利用することでその場で復活できる。
- MPは魔法系スキルを利用する際に消費される。フィールドに座るか魔力ドリンクを使う事で回復する。使う魔法スキルの消費量を下回ると、そのスキルは発動できない。
- FPは物理系スキル利用する際に消費される。フィールドに座るかスタミナドリンクを使うことで回復する。使う攻撃スキルの消費量を下回ると、そのスキルは発動できない。
- EXPはキャラクタ経験値で、モンスターを狩ったりクエストをクリアすることで上昇する。100%になるとレベルアップするが、死亡すると原則として減少する。

### レベル
全てのプレイヤーは放浪者からスタートし、レベルが15に達すると1次転職をすることができる。同様にレベルが60に達すると2次転職へとステップアップする事が可能になる。
現時点(2024年1月)では160Lvまであげることが可能。
フリフの最大の特徴である空を飛ぶことは、レベルが20に達すると可能になる。20未満の場合で町を移動する場合は、ワープアイテムであるブリンクウイングが必要になる。

## 職業

### 放浪者
武器に剣か斧を用いた攻撃をする。また盾を装備し防御力を強化することもできる。レベルが15に達すると1次転職が可能になり、転職が完了するまで経験値も入らない。

### 1次職
1次職は以下の4種から選択することができる。また、レベル60に達すると2次転職が可能になり、転職が完了するまで経験値も入らない。
- マーシナリーは武器に剣か斧を用いた近接攻撃を専門とする職業で、武器の他に盾を装備することができる。2次職としてブレードかナイトを選択できる。
- マジシャンは武器にスタッフかワンドを用いた遠隔攻撃を専門とする職業で、ワンドを装備した場合にのみ盾を装備することができる。2次職としてサイキーパーかエレメンターを選択できる。
- アシストは武器にナックルかスティックを用いた近接攻撃、またはスティックを使うスキルを用いた補助が可能な職業で、ナックルを装備した場合にのみ盾を装備することができる。
- アクロバットは武器にヨーヨーか弓矢を用いる職業で、ヨーヨーは近接攻撃、弓矢は遠隔攻撃をする。共に盾は装備できない。

### 2次職
- ブレードはレベルが60に達したマーシナリーが選択できる職業で、剣か斧を両手に一つずつ(二刀流で)持ち、素早い攻撃を得意とする職業。
- ナイトはレベルが60に達したマーシナリーが選択できる職業で、両手で持つ剣や斧を用いた一発のダメージの大きい攻撃ができるほか、防御力も高い設定となっている。
- サイキーパーはレベルが60に達したマジシャンが選択できる職業で、ワンドによる攻撃を強化している。特殊効果のある攻撃スキルが特徴。
- エレメンターはレベルが60に達したマジシャンが選択できる職業で、スタッフによる攻撃を強化している。強力なダメージを与える攻撃スキルが特徴。
- ビルポスターはレベルが60に達したアシストが選択できる職業で、ナックルの攻撃を生かした近接攻撃をさらに高めることができる。
- リングマスターレベルが60に達したアシストが選択できる職業で、スティックを用いた補助スキルを更に強化した補助や攻撃ができる。
- ジェスターはレベルが60に達したアクロバットが選択できる職業で、ヨーヨーの攻撃を高めることができる。
- レンジャーはレベルが60に達したアクロバットが選択できる職業で、弓矢の攻撃を高めることができる。

### 3次職（2011年12月実装？）
- ソードスラッシャーはレベルが130に達したブレードが選択できる職業で、剣か斧を両手に一つずつ(二刀流で)持ち、素早い攻撃を得意とする職業。
- パラディンはレベルが130に達したナイトが選択できる職業で、両手で持つ剣や斧を用いた一発のダメージの大きい攻撃ができるほか、防御力も高い設定となっている。
- カオスはレベルが130に達したサイキーパが選択できる職業で、ワンドによる攻撃を強化している。特殊効果のある攻撃スキルが特徴。
- ポッターはレベルが130に達したエレメンターが選択できる職業で、スタッフによる攻撃を強化している。強力なダメージを与える攻撃スキルが特徴。
- デストロイヤーはレベルが130に達したビルポスターが選択できる職業で、ナックルの攻撃を生かした近接攻撃をさらに高めることができる。
- エンペラーレベルが130に達したリングマスターが選択できる職業で、スティックを用いた補助スキルを更に強化した補助や攻撃ができる。
- スプレンダーはレベルが130に達したジェスターが選択できる職業で、ヨーヨーの攻撃を高めることができる。
- レイジホークはレベルが130に達したレンジャーが選択できる職業で、弓矢の攻撃を高めることができる。

2012年7月現在、各職の最高レベルは150となっている。

## ゲームシステム

### クエスト
プレイヤーは、町などにいるNPCからクエストを受けることができる。クエストには、経験値やアイテムを獲得するといった一般的なものから、イベントや転職、ギルド作成といったものも含まれる。
また、フラリス、セイントモーニング、ダーコン2にはクエスト依頼所があり、レベルに応じたモンスターを狩るクエストを受け、経験値を得ることができる。

### 劇団
フリフでは劇団という、2人から8人のプレイヤーがパーティーを組む機能があり、経験値やアイテムの分配といった機能がある。
また、劇団は団員がモンスターを狩ることで劇団経験値が入り劇団レベルが上がり、劇団スキルが利用できるようになる。
劇団は団長と団員で構成され、劇団員が団長 1 人のみになった場合、一定時間たつと自動的に解散される。
劇団は、レベルに応じて以下の2タイプがある。
- 単幕劇団は劇団レベルが1から10までの時に適用される劇団で、劇団に名前を付けることができないほか、劇団スキルもない。劇団レベルが10に達すると、巡回劇団に変更できる。
- 巡回劇団は劇団レベルが10以上の時に適用される劇団で、劇団名称を設定できる。また劇団レベルに応じて劇団スキルが利用可能になる。

劇団スキルの発動には、劇団ポイントが消費される。劇団ポイントは劇団レベルが上がる際に付与される。

### ギルド
フリフではギルドという、多人数が参加する団体を組織することができる。
ギルドシステムには主に以下のような機能がある。
- ギルド名の設定では、プレイヤー名の上にギルド名を表示できる。
- ギルドロゴの設定では、予め用意されたいくつかのロゴから好きなロゴを選択できる。
- ギルドマントの作成では、上記のロゴに対応した柄のマントが作成され、ギルドメンバーが装備できる。
- ギルド倉庫は、各サーバのチャンネル1の銀行NPCから利用できる共用の倉庫。
- ギルドの成長機能は、メンバーの貢献によりギルドレベルをあげ、メンバー数の上限を上げたり様々なギルド機能を有効化することができる。

なお、ギルドを結成するには、結成する為のクエストをクリアすることが必要となる。これはセイントモーニングのシティーホールから行える。
また、一度ギルドを脱退、もしくは解散した場合、次にギルドに所属するまでに48時間の経過が必要である。

### PvP
フリフには、以下のようなPvP機能がある。
- デュエルはプレイヤー同士の対戦機能。
- 劇団デュエルは劇団同士の対戦機能。
- ギルド戦はギルド同士の対戦機能。

### PK
フリフにはPKシステムがあるが、2009年3月現在PKはセンシリットサーバでのみ有効となっている。
2012年3月のサーバー統合により、リシスサーバー・イブリスサーバー共にPKはできない。